# ليل الرجال (فلم)
ليل الرجال فيلم سينمائي سوري من إنتاج العام 1976.

## قصة الفيلم
تقع فتاة جميلة في حب موظف بسيط، ثم تسلم له شرفها، وتسقط، تكتشف أنه غرر بها وأنه لا يحبها ثم يهجرها، تصدم الفتاة فيما حدث لها، يعرف أخوها بما حدث لها ويعرف أن الشاب يطمح في أن يحقق مكانة اجتماعية عالية، يقرر الانتقام منه، ويطارده في كل مكان، حتى يجعله يدفع الثمن غاليا.

## فريق العمل[4]
قصة وسيناريو وحوار: هاني السعدي
إخراج: حسن الصيفي
إنتاج: محمد الزوزو
مخرج مساعد: محمد شليان، زهير ديوب
مدير الإنتاج: أحمد دبور
مدير التصوير: بهجت حيدر
إضاءة: محمد أبوجبارة
مونتاج: هيثم القوتلي
مع فرقة الدبكة السورية

## بطولة
- فريد شوقي
- ناهد شريف
- ملك سكر
- أديب قدورة
- عدنان بركات
- هاني السعدي
- سليم كلاس
- محمد العقاد
- نبيلة أباظة
- ميليا فؤاد
- مظهر جليلاتي
- أنور المرابط
- أحمد الطرابيشي